# Leopoldo Mauroner
Leopoldo Vincenzo Carmine Mauroner (Spalato, 20 marzo 1836 – Trieste, 16 novembre 1928) è stato un militare e politico italiano, considerato uno dei più importanti benefattori della città di Trieste; era noto in tutta la Venezia Giulia.

## Biografia
Garibaldino, prese parte alla battaglia di Bezzecca insieme a Giuseppe Caprin, che rimase ferito.
Tra il 1870 e il 1871 rimase ferito nella battaglia di Digione combattendo al fianco di Garibaldi.
A lui è stata intitolata una via a Trieste.